# Göhl (Fluss)
Die Göhl (niederländisch Geul, französisch Gueule) ist ein Fluss in Belgien und den Niederlanden. 

## Name
Ursprung des Namens Göhl ist das germanische Wort "Gulia" abgeleitet, das "Enger und Tiefer Fluss" bedeutet.

## Geographie

### Verlauf
Die Göhl entspringt auf belgischem Gebiet an der Grenze zu Deutschland bei Aachen, in Eynatten-Lichtenbusch, überquert nach etwa 20 km die Grenze zu den Niederlanden und mündet in der Nähe des Weilers Voulwames (Meerssen) nördlich von Maastricht in die Maas. 
Die Gesamtlänge beträgt 58 km, der Höhenunterschied zwischen Quelle und Mündung etwa 250 m.

### Orte
Die größten durchquerten Orte sind Kelmis und Plombières (Belgien) sowie Gulpen, Valkenburg und Meerssen.

## Natur und Umwelt

### Wasserqualität
Aufgrund des ehemaligen Bergbaus ist insbesondere das Sediment der Göhl stark mit Schwermetallen belastet und liefert den größten Einzelbeitrag zur Belastung der Maas mit Blei (10 %), Zink (8 %) und Cadmium (5 %) unterhalb von Maastricht.
Weiterhin verursacht ungereinigtes Abwasser aus Belgien eine große Belastung von Bakterien, Nitraten und Phosphaten. Deswegen ist das Baden im Fluss offiziell nicht erlaubt.

### Flora
Auf den schwermetallhaltigen Böden im Göhltal findet sich die spezifische Galmeiflora.

## Geschichte

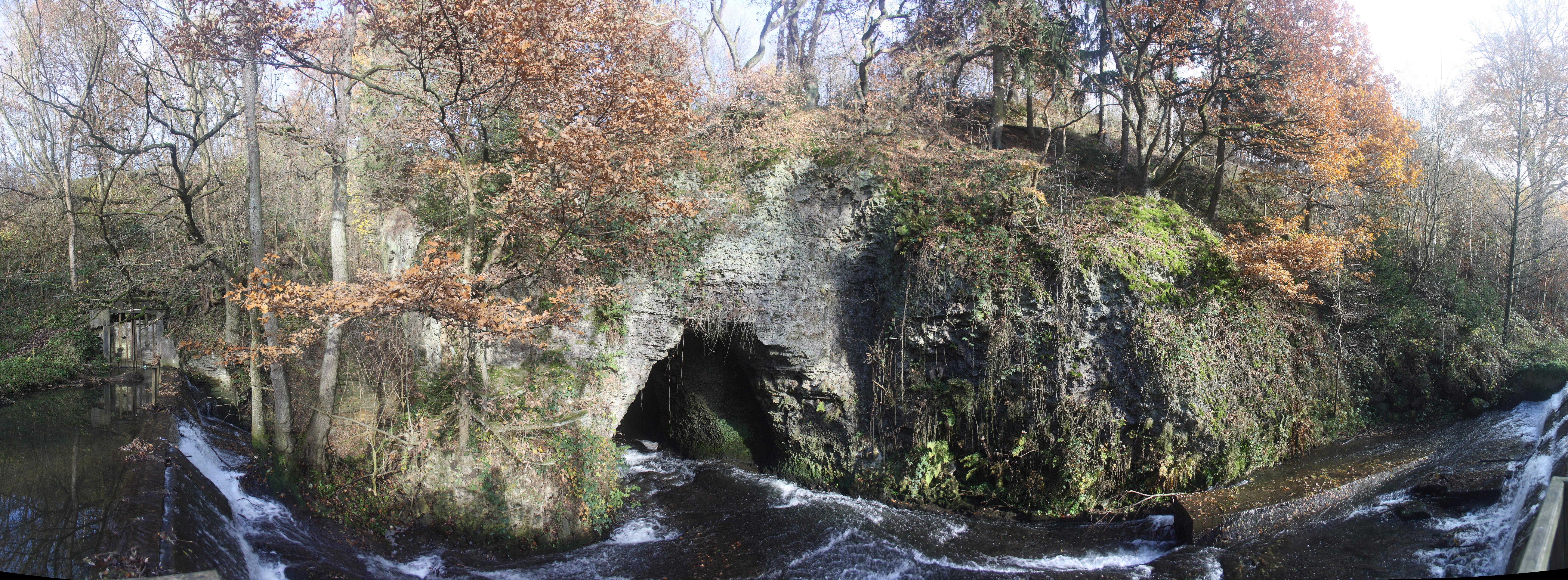
Mit einem Tunnel wurde eine Flussschleife der Göhl abgekürzt, um für ein Bergwerk Platz zu machen.

Vom 14. bis Anfang des 20. Jahrhunderts wurden im Göhltal bei Kelmis (mundartlich für Galmei) und Plombières (deutsch: Bleiberg) Blei- und Zinkerzvorkommen ausgebeutet.

## Sehenswürdigkeiten und Bauwerke

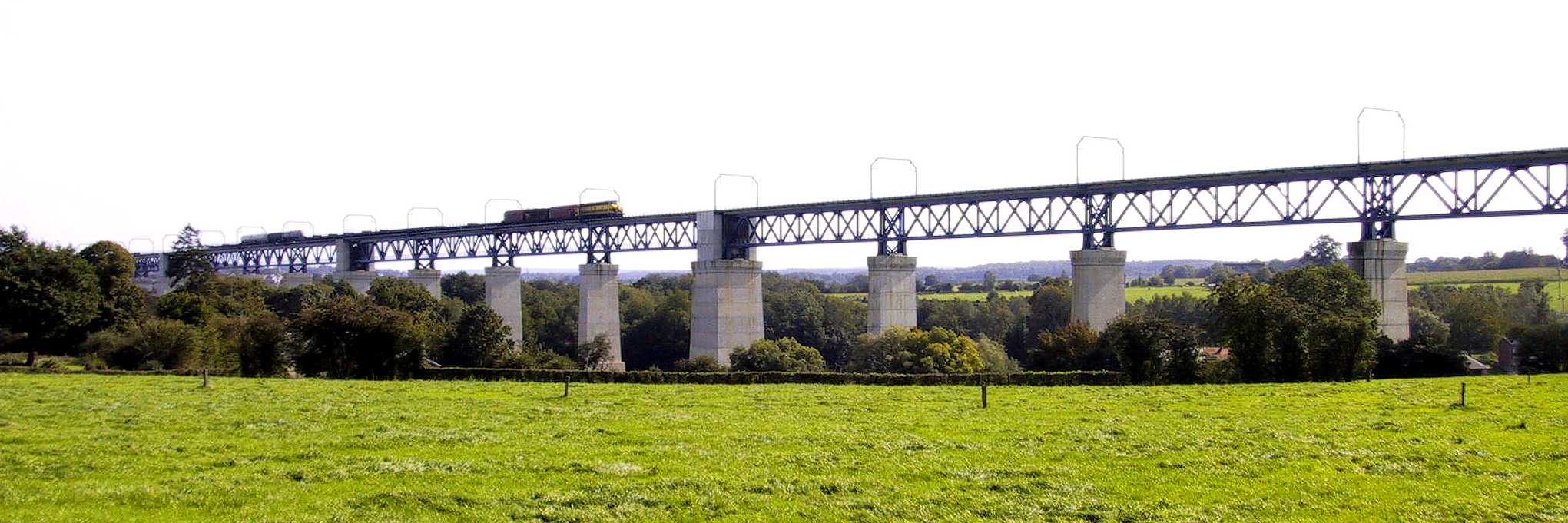
Eisenbahn-Viadukt über das Göhltal bei Moresnet (Plombières)

Eine bekannte Sehenswürdigkeit war die alte Hammerbrücke, ein zweistöckiger Eisenbahnviadukt über das Göhltal auf belgischem Gebiet zwischen Hauset und Hergenrath. Sie wurde im Zweiten Weltkrieg zerstört und später durch eine neue Brücke ersetzt. Eine moderne, für Hochgeschwindigkeitszüge befahrbare Brücke wurde 1999 in Betrieb genommen.
Einige Kilometer flussabwärts erhebt sich bei Moresnet mit einer Länge von 1153 m und 22 Feldern bei Regelstützweiten von 49 m sowie einer maximalen Höhe von 52 m die lange Zeit größte Eisenbahnbrücke Belgiens, der Göhltalviadukt.

## Wirtschaft
In der Umgebung rechts und links der Göhl, zwischen Epen (Gulpen-Wittem) und Valkenburg, befindet sich eines der besterschlossenen touristischen Gebiete der Niederlande, das Mergelland, auch Heuvelland genannt.